# Myojo
Miyojo (em japonês:  明星) é um kata do caratê, cuj'autoria é atribuída ao mestre Kenwa Mabuni, que teria criado a sequência como um instrumento didáctico destinado precipuamente ao público feminino, eis que as técnicas são movimentos mais simples e directos, vale dizer, suaves, o que seriam mais adequados à compleição física das meninas. Este último aspecto seria reforçado pelo significado do nome, que quer dizer estrela brilhante.

## Características
Cuida-se de uma forma breve, como movimentos directos. A vocação do kata é a defesa, eis que desde logo há um bloqueio contra golpes dirigidos ao tórax.